# 嘉門達夫のどんなんやねん!
『嘉門達夫のどんなんやねん!』（かもんたつおのどんなんやねん）とは、毎日放送（MBSラジオ）が2013年4月5日から2014年3月28日まで、毎週金曜日の16:00 - 17:53に放送されていた生ワイド番組。嘉門タツオ（旧名・嘉門達夫）の冠番組であった。
このページでは、2013年1月6日から3月31日まで毎週日曜日の17:00 - 17:38（いずれもJST）に放送されていた収録番組嘉門達夫と上ちゃんのどんなんやねん!（かもんたつおとうわちゃんのどんなんやねん）についても述べる。

## 『嘉門達夫と上ちゃんのどんなんやねん!』

### 放送開始までの経緯
MBSラジオでは、2009年4月の改編で、毎週金曜日の15:45 - 17:19に放送していた生ワイド番組『板東英二金曜生BAN BAN』を終了。同番組の人気コーナーだった「おばあちゃんと話そう」を単独番組として独立させ『板東英二のおばあちゃんと話そう』として同月12日から毎週日曜日の17:00 - 17:38に放送してきた。
しかし、2012年12月に、板東の個人事務所による所得税の申告漏れ・板東の主導による所得隠し問題が発覚。毎日放送では、この問題による社会的影響を考慮したうえで、2013年1月からテレビ・ラジオとも板東のレギュラー番組の休止に踏み切った。そのため『板東英二のおばあちゃんと話そう』の放送枠では、同月6日に嘉門と伊東正治（毎日放送ラジオ局プロデューサー・元アナウンサー）の出演による特別番組『嘉門達夫のラジオ』を急遽放送。翌週の13日から、当面のレギュラー番組として、『嘉門達夫と上ちゃんのどんなんやねん!』を編成した。

### 概要
当番組では、2013年にメジャーデビュー30周年を迎える嘉門をパーソナリティに起用。嘉門がパーソナリティを務めていた1970年代後半 - 1980年代前半の『MBSヤングタウン』（以下『ヤンタン』と略記）のリスナーだった上泉雄一（毎日放送アナウンサー）が、上ちゃん（うわちゃん）という名義でパートナーを務めた。ちなみに、嘉門がMBSラジオの番組にレギュラーで出演するのは、『ヤンタン』火曜日からの降板（1992年9月）以来約13年振りであった。
番組のコンセプトは、「家族で楽しめるバラエティトーク番組」。嘉門が出演していた時代の『ヤンタン』リスナー（主に40・50代の男性）から、『ピラメキーノ』（テレビ東京制作、大阪府内ではテレビ大阪で放送）への出演を通じて嘉門を知った幼稚園児・小中学生まで、幅広い世代のメッセージを受付・紹介していた。また、「嘉門達夫デビュー30周年真夏のカモン!EXPO! 歌と笑いと食のワンダーランド」（2013年7月21日に万博記念公園・お祭り広場で開催）や、嘉門の30周年記念ライブに関する情報を随所で伝えていた。ちなみに、オープニングでは「アホが見るブタのケツ〜ベスト〜」、エンディングでは「サザエさんグラフィティ」（いずれも嘉門の楽曲）をBGMに流していた。

### 放送したコーナー
- その時嘉門は…どんなんやねん!
  - メジャーデビュー後に発表した楽曲を1週につき1曲流しながら、その楽曲にまつわるエピソードや、楽曲リリース前後の活動状況などを嘉門が振り返るコーナー。話の流れで、嘉門がギターを演奏しながら、未発表曲を即興で歌うこともあった。
- 学校では教えてくれないネタのコーナー
  - 「よいこの皆さん」（『ピラメキーノ』への出演を通じて嘉門を知った小中学生）が番組を聴取していることを想定した投稿コーナー。「うちの小学校では、こんなことで爆笑しています!」「嘉門さん、これ『歌』になりませんか?」「そういえばこんなん、はやってましたな～」「学校では教えてくれないけど、嘉門さんに聞いてみたいこと」（いずれも当時の公式サイトより）などの投稿を受け付けていた。また、幼稚園児・小学生からの投稿では、保護者による代筆も認めていた。

## 『嘉門達夫のどんなんやねん!』

### 概要
『嘉門達夫と上ちゃんのどんなんやねん!』（以下、前番組と表記）のリニューアル版として、2013年4月5日（金曜日）から放送を開始。「家族で楽しめるバラエティトーク番組」という前番組のコンセプトを生かしつつ、同年3月29日まで2年間放送されてきた前番組の『畑中ふう・大桃美代子のてふてふ』（以下『てふてふ』と略記）から、放送形態・放送枠および一部のコーナーを引き継いでいる。
また、1970年代後半から1980年代前半まで谷村新司・ばんばひろふみと共に『ヤンタン』金曜日のパーソナリティで人気を博した佐藤良子（元・毎日放送契約アナウンサー）を、上泉に代わって嘉門のパートナーに起用。嘉門と同じ1959年生まれ・大阪府内育ちで、『ちちんぷいぷい』（当番組と放送時間の一部が重なるMBSテレビの情報番組）のニュース解説で知られる石田英司（同局スペシャリスト制作局チーフプロデューサー→制作局エグゼクティブ）が、『板東英二金曜生BAN BAN』以来久々にラジオ番組のコーナーレギュラーとして出演していた。
（「嘉門達夫」名義における）嘉門のメジャーデビュー30周年に合わせて、1年限りの放送にすることが開始当初から決まっていたため、2014年3月28日で放送を終了。翌週（4月4日）からは、2013年度のナイターオフ期間に当番組の後枠（「茶屋町プレミアムナイト」金曜枠）で放送されていた『松井愛のすこ〜し愛して★』が、「金曜日夕方・通年放送の生ワイド番組」として当番組の放送枠の大半（16:00 - 17:46）を引き継いだ。同番組では、放送枠への移動を機に、タイトルの表記を『松井愛のすこ〜し愛して♥』（♥はハートマーク）へ変更している。
なお嘉門は、当番組の終了を機に、上泉がパーソナリティを務める生ワイド番組『上泉雄一のええなぁ!』（2015年3月まで平日の10:30 - 12:30に放送）の金曜日に「スペシャルパートナー」として毎月（または隔月）1回のペースで出演中。放送枠を『松井愛のすこ〜し愛して♥』と入れ替えた2015年4月改編以降は、週替わりで「スペシャルパートナー」を登場させている金曜日に、当番組の時間帯で嘉門の声が再び聴けるようになった。

### レギュラー出演者
- 嘉門達夫（パーソナリティ）
  - MBSラジオの生放送番組でレギュラーを務めるのは、前述の『ヤンタン』火曜日以来である。当番組では、毎日放送アナウンサー時代からの顔なじみである佐藤から「達夫」と呼ばれていた。
- 佐藤良子（パートナー）
  - （テレビを含む）毎日放送の番組にレギュラーで出演するのは、1970年代の後半（詳細不明）に同局との契約を満了してから初めて。『ヤンタン』金曜日に出演していた時期（1983年3月まで）には、「よしこ」の愛称がリスナーに広く知られていた。前番組での「上ちゃん」と同じく、当番組でも嘉門やリスナーから「よしこさん」と呼ばれていた。
- クマガイタツロウ（レギュラー）
  - ワタナベフラワー（関西地方を中心に活動する「ワクワクロックンロールバンド」）のボーカルで、2013年8月16日放送分より、オープニングから一部コーナーを除いて全編に出演。当初は第3金曜日のみ出演する予定だったが、同年9月から毎週登場するようになった[4]。当番組では、嘉門や佐藤から「クマちゃん」と呼ばれた。その一方で、リスナーからのメッセージでは、（笑いを取ろうとする目的で）クマガイの名前やバンド名（ワタナベフラワー）をわざと別の名前で呼ぶことが多かった。
- 石田英司
  - 『ちちんぷいぷい』には16時台までしか出演しないため、当番組では「石田英司の『コレどないなってんの?』」（17時台前半のニュース解説コーナー）にのみ登場。
- 上田崇順（毎日放送アナウンサー）
  - ニュースキャスターとして、『MBSニュース』（16時台）および『ネットワークTODAY～今日のニュースのまとめ～』（17時台、本編をMBSラジオで制作するJRN系列の企画ネットコーナー）にのみ出演。放送上は、嘉門・佐藤・クマガイ・石田と直接やり取りしなかった。

2013年のプロ野球シーズンには、17:45以降のゾーンが「ゆけ!ゆけ!阪神タイガース!!」（当時放送していた『MBSタイガースライブ』の前座コーナー）になる関係で、毎日放送のスポーツアナウンサー・野球解説者が週替わりで出演していた。また、上田以外の毎日放送アナウンサー（主に赤木誠）が、ニュースキャスターを務めることもあった。

### 番組終了時点でのタイムテーブル
時刻は目安。「　」内は放送上のコーナータイトルで、公式サイトの表記に準拠。

◎：『ノムラでノムラだ♪ EXトラ!』（月～木曜日、以下『EXトラ』と略記）との共通コーナーで、『てふてふ』から継承。

●印のコーナーでメッセージを採用されたり、嘉門が多大な関心を寄せている大阪万博関連のグッズを番組宛てに送ったリスナーには、番組特製の「缶バッジ風マグネット」を進呈した。

16時台

- 16:00　オープニング
  - 前身番組に続いて、「アホが見るブタのケツ〜ベスト〜」をオープニングテーマに使用。嘉門・佐藤・クマガイによるフリートークが一段落したところで、リスナーに向けて、当日のメッセージテーマを発表した。
  - 2014年1月17日放送分では、嘉門がタイトルコールの代わりに、アドリブで『野村啓司って誰がやねん!』と絶叫した。前枠番組『こんちわコンちゃんお昼ですょ!』のエンディングで、嘉門と旧知のメインパーソナリティ・近藤光史が、当番組につなぐつもりで誤って「この後は（『EXトラ』メインパーソナリティで毎日放送アナウンサー時代の同期生でもある）野村啓司さん…」と口走ったことによる。ちなみに、近藤は最終回にも、嘉門のことを誤って野村と紹介していた。
  - 当番組の前身・後身番組では、パーソナリティが開始直前に近藤とクロストークを展開することが恒例になっている。しかし、当番組の放送期間中には、嘉門と近藤によるクロストークの時間を設けていなかった。
- 16:10　「今日はどんなんやねん!」
  - 『EXトラ』での「ノムラの二重丸」に相当するコーナーで、嘉門と交流・接点のあるゲストを迎えていた。ただし、放送週によっては、17時台の後半にゲストが登場することもあった。
    - 2013年8月9日の放送では、「真夏のカモン!EXPO!総集編」として、同イベントを収録した音源から明石家さんま・スターダストレビュー・押尾コータローが出演したパートの音源を特別に流した。
    - 2014年3月14日の放送では、当番組の放送枠での前身番組に当たる『MBSイブニングレーダー → 諸口あきらのイブニングレーダー』のパーソナリティで、嘉門・佐藤を若手時代から知っている諸口あきらをゲストに迎えた。

  - ゲストを迎えない週には、嘉門・佐藤の近況報告に充てたり、スタジオから嘉門によるギターでのミニライブを放送したりする。クマガイがレギュラーで出演するようになってからは、リスナーが身近で見聞きした「あるある」話を紹介していた。
- 16:30　はぴねすくらぶラジオショッピング◎
  - はぴねすくらぶの担当者が電話で出演。嘉門は担当者を紹介する際に、番組タイトルにちなんで、「今日の商品はどんなんやねん?」という決まり文句を発することが多かった。
- 16:35　MBSニュース◎
- 16:40  「ニッポン全国うまカモン巡り!」
  - 「20年ほど前に（ライブ・イベント出演などで）日本の全都道府県を初めて踏破した」という嘉門が、行く先々で感銘を受けた御当地グルメのメニューを、1週1品のペースでエピソードと共に紹介する。ただし、放送週によっては当コーナーを割愛したり、17時の時報明けに放送したりすることがあった。
- 16:50　お天気のお知らせ◎
  - 日本気象協会関西支社から、同社所属の気象予報士が出演。
- 16:53  インフォマーシャル・リスナーからのテーマメッセージの紹介

17時台

- 17:00　MBS交通情報◎
- 17:03　ネットワークTODAY～今日のニュースのまとめ～◎
  - 『諸口あきらのイブニングレーダー』の中期（1993年4月5日）から、企画ネット形式の内包コーナー扱いで放送。
- 17:10　「石田英司の『コレどないなってんの?』」●
  - 放送日の直近に世間を賑わせた出来事から、毎週1つのテーマを選んだうえで、石田が嘉門・佐藤とのクロストークを通じて背景、影響、今後の見通しなどを分かりやすく解説したコーナー。リスナーからも、ニュースに関する疑問や、石田への質問を受け付けていた。
- 17:25　日本直販とことんラジオショッピング◎
- 17:35　「めざせ!万博・真夏のカモン!EXPO!」→「クマガイタツロウの週末のタツジン!」→「よしこをスキーに連れてって」（後述）
- 17:43  地震防災メモ・気象一口メモ◎
- 17:45　
  - 「ゆけ!ゆけ!阪神タイガース!!」（プロ野球シーズンのみ）
    - 『MBSタイガースライブ』（2014年から『MBSベースボールパーク』）の前座コーナーで、『EXトラ』での「ノムラでwithタイガース」に相当。テーマソングに「ゆけ!ゆけ!阪神タイガース!!」（嘉門の代表曲「ゆけ!ゆけ!川口浩!!」の替え歌）を使用。タイガースファンの佐藤を中心に進行していた。
    - 当番組の後枠でタイガースのナイトゲームを中継する場合には、中継先から実況担当のアナウンサーと解説者が登場。嘉門・佐藤とのやり取りを通じて、中継試合の見どころや、他球場の先発投手・速報などを伝える。なお、プロ野球のポストシーズン期間中には、毎日放送の野球解説者がスタジオに出演していた。

  - 「せっかくギター持って来てんねんからなんかやろーのコーナー」（プロ野球のオフシーズンのみ）
    - 嘉門とクマガイが、自前のギターで好きなだけ弾き語りを披露するコーナー。未公表の替え歌を即興で演奏するほか、番組の新しいジングル[5]作りや、スタッフからのお題に応じた新曲作りに挑戦する。
- 17:50　エンディング
  - 当日の放送で紹介したテーマメッセージを対象に、「嘉門賞」を発表。嘉門が最も感銘を受けたメッセージを投稿したリスナー1名に、嘉門が選んだスペシャルプレゼントを進呈していた。
  - ステブレレスで次枠番組へ接続。前身番組に続いて、「サザエさんグラフィティ」を流しながら番組を締めくくった[6]。なお最終回には、「せっかくギター持って来てんねんからなんかやろーのコーナー」からの流れで、嘉門が持ち歌の「さくら咲く」をギターの弾き語りで熱唱した。

### 過去に放送されたコーナー
- 「よしこの部屋」
  - 番組開始当初、17時前後に放送されたコーナー。准看護師の免許を持ち介護に従事するなど、人生経験が豊かな佐藤が、リスナーの悩みや相談に1人で答えていた。
- 「名曲クイズ　こんだけヒント出したら、もおええやろキミ!」
  - 2013年4月12日から16時台の後半（または17時台の後半）に不定期で放送されてきたリスナー参加企画。リスナーが放送中に電話で参加できるクイズで、嘉門が過去に発表した膨大な数の楽曲から、歌詞のワンフレーズだけを穴埋め形式で出題した。
  - リスナーが正解した場合には、番組からすき焼き用の松阪牛肉を進呈した。リスナーに対して、「もおええやろ（もういいだろう）」というほど、嘉門がヒントを出し続けることが特徴。
- 「めざせ!万博・真夏のカモン!EXPO!」
  - 番組開始から「真夏のカモン!EXPO!」（前述）が終了するまで、17:35頃に放送された同イベント関連の情報コーナー。イベントの開催直前には、放送中に専用の電話回線を通じて、嘉門の親族や事務所スタッフがリスナーからチケットの先行予約やイベントに関する相談を直々に受け付けていた。なお当番組では、「真夏のカモン!EXPO!」の終了後も、嘉門が関西圏でライブの開催を予定している場合に番組内でチケットの先行予約を実施することがあった。
- 「クマガイタツロウの週末のタツジン!」
  - クマガイがレギュラーに加入した直後に、「めざせ!万博・真夏のカモン!EXPO!」の後継コーナー扱いで17:35頃に放送。週末に勧めたいスポット・イベントなどの情報を、嘉門・佐藤に紹介していた。
- 「よしこをスキーに連れてって」
  - 冬季限定のスキー場情報コーナーとして、2014年1月10日から2月28日まで17:35頃に放送。テーマ曲は嘉門の楽曲「何かいいこと起こりそう」。スキーが好きで夫がスキー選手だった[7]佐藤と、芸能活動を休止していた時期に竜王スキー場（長野県）近くのホテルに勤めながらコミックソングを作っていた嘉門[8]が、関西・北陸・信越地方のスキー場で働く人々に電話で現地の状況を訊く。また、コーナーの最後には、当日取り上げたスキー場からリスナーへのプレゼントを発表する。なお、佐藤はコーナータイトルを、元ネタとなった映画『私をスキーに連れてって』と同じアクセントで読んでいる。
  - ちなみにMBSラジオでは、佐藤が契約アナウンサーとして在籍していた1970年代から2000年代の前半まで、ナイターオフ期間のスポーツ情報番組（『とびだせ!白銀』『太田幸司のスポーツナウ』など）で関西・北陸地方のスキー場情報を定期的に伝えていた。